# (35379) 1997 WS20
1997 WS20 (asteroide 35379) é um asteroide da cintura principal. Possui uma excentricidade de 0.15281310 e uma inclinação de 5.47790º.
Este asteroide foi descoberto no dia 25 de novembro de 1997 por Spacewatch em Kitt Peak.